# バッレージ・ジルベルト
バッレージ・ジルベルト（Vallesi Gilberto、1963年11月22日 - ）は、イタリア出身のサッカー指導者。

## 来歴
2005年からセリエBやセリエCのクラブで12年間にわたり指導者を歴任。
2017年8月、サガン鳥栖の高嵜理貴GKコーチが一時休養後に海外研修を行うことに伴い、鳥栖のGKコーチに就任した。

## 指導歴
- 2005年  SSヴィルトゥス・ランチャーノ1924
- 2006年 - 2008年  USアンコーナ1905
- 2009年  SSDポテンツァ・カルチョ
- 2010年  カッラレーゼ・カルチョ
- 2011年  ピアチェンツァ・カルチョ
- 2012年 - 2016年  アスコリ・ピッキオFC 1898
- 2017年8月 - 2019年  サガン鳥栖 GKコーチ
- ファーノ1906 GKコーチ
- フォリーニョS.S.D. GKコーチ
- USグロッセート GKコーチ
- 2023年 -  サガン鳥栖 GKダイレクター